# مصطفى كمال (حارس مرمى)
مصطفى كمال لاعب كرة قدم مصري معتزل، وكان يلعب في مركز حراسة المرمى ، ولعب للعديد من الأندية المصرية، بالإضافة إلى أنه كان الحارس الأساسي في المنتخب الأولمبي.

## مسيرته الكروية
رحلته مع كرة القدم بدأت في قطاع الناشئين بالأهلي، ثم تم تصعيده للفريق الأول، وظل احتياطيًّا للنجم أحمد شوبير ما يقارب 7 سنوات دون أن يشارك أساسيًّا، ثم احتياطيًّا للحضري 3 سنوات، رغم أنه كان الحارس الأساسي في المنتخب الأولمبي والحضري هو الاحتياطي له، ثم رحل عن الأهلى موسم 2000 ولعب لعدد من الأندية هي القناة والمعادن (جولدي حاليًا) وإنبي وبترول أسيوط والإنتاج الحربي وأخيرًا مصر للمقاصة الذي وجد فيه راحته واستقراره واعتقد أن الاعتزال ربما يكون هناك.

## روابط خارجية
- مصطفى كمال على موقع قاعدة بيانات كرة القدم.إي يو (الإنجليزية)

- مصطفى كمال